# Actinodura
Actinodura és un gènere d'ocells de l'ordre dels passeriformes i la família dels leiotríquids (Leiothrichidae), que molts autors han ubicat als timàlids (Timaliidae). Viuen al sotabosc, matolls i praderies de l'Àsia meridional, des de l'Índia fins a la Xina oriental i Taiwan.

## Taxonomia
Segons el Congrés Ornitològic Internacional, versió 15.1, 2025 aquest gènere està format per 9 espècies:
- Síbia del Nepal (Actinodura nipalensis Hodgson, 1836)
- Síbia de Taiwan (Actinodura morrisoniana Ogilvie-Grant, 1906)
- Síbia de Walden (Actinodura waldeni Godwin-Austen, 1874)
- Síbia estriada (Actinodura souliei Oustalet, 1897)
- Siva (Actinodura cyanouroptera Hodgson, 1837)
- Minla gorjaestriada (Actinodura strigula Hodgson, 1837)
- Actinodura d'Egerton (Actinodura egertoni) Gould, 1836)
- Actinodura d'ulleres (Actinodura ramsayi Walden, 1875)
- Actinodura de coroneta negra (Actinodura sodangorum Eames, JC, Trai Trong Le, Nguyen Cu & Eve, 1998)